# NGC 7307
NGC 7307 is een balkspiraalstelsel in het sterrenbeeld Kraanvogel. Het hemelobject werd op 4 oktober 1836 ontdekt door de Britse astronoom John Herschel.

## Synoniemen
- ESO 345-26
- MCG -7-46-3
- IRAS 22309-4111
- PGC 69161